# Lokavci
Lokavci este o localitate din comuna Gornja Radgona, Slovenia, cu o populație de 160 de locuitori.